# Avedis Bedros XIV Arpiarian
Avedis Bedros XIV Arpiarian (Armeens: Աւետիս Պետրոս ԺԴ. Արփիարեան) (Mardin, 13 april 1856 – Bzommar (Libanon), 26 oktober 1937) was een katholikos-patriarch van de Armeens-Katholieke Kerk.
Avedis Arpiarian werd in maart 1884 tot priester gewijd. Hij werd op 23 september 1890 benoemd tot bisschop van Karput; zijn bisschopswijding vond plaats in november 1890. Op 20 april 1898 werd hij benoemd tot hulpbisschop van Cilicië van de Armeniërs en titulair aartsbisschop van Anazarbus.
Arpiarian werd op 17 oktober 1931 door de synode van de Armeens-katholieke Kerk gekozen tot katholikos-patriarch van Cilicië van de Armeniërs als opvolger van Boghos Bedros XIII Terzian die op 31 mei 1931 met emeritaat was gegaan. Arpiarian nam daarop de naam Avedis Bedros XIV Arpiarian aan. Zijn benoeming werd op 13 maart 1933 bevestigd door paus Pius XI. 